# Pleßberg (Gemeinde Kirchschlag)
Pleßberg ist eine Ortschaft und als Plessberg eine Katastralgemeinde der Gemeinde Kirchschlag im Bezirk Zwettl in Niederösterreich.
Der Ort liegt nordöstlich von Kirchschlag an der Landesstraße L7187 unterhalb einer namenlosen 867 Meter hohen Anhöhe.

## Geschichte
Der Ort wird spätestens 1299 zum ersten Mal schriftlich erwähnt und geht vermutlich auf 6 Urlehen zurück.
Im Eintrag der Josephinischen Fassion aus Jahre 1786/87 gab es im heutigen Ort 13 Häuser.
Im Jahr 1822 wurde der Ort als Dorf mit 12 Häusern genannt, das nach Kirchschlag eingepfarrt war, wohin auch die Kinder eingeschult wurden. Die Herrschaft Ottenschlag besaß die Ortsobrigkeit, übte die Landgerichtsbarkeit aus und besorgte die Konskription. Die Untertanen und Grundholde des Ortes gehörten den Herrschaften Ottenschlag und Rappottenstein.
Nach der Entstehung der Ortsgemeinden 1849 wurde der Ort eine Katastralgemeinde der Ortsgemeinde Kirchschlag.
Laut Adressbuch von Österreich waren im Jahr 1938 in Pleßberg mehrere Landwirte ansässig.

## Siedlungsentwicklung
Zum Jahreswechsel 1979/1980 befanden sich in der Katastralgemeinde Plessberg insgesamt 17 Bauflächen mit 9.719 m² und 6 Gärten auf 2.259 m², 1989/1990 gab es 17 Bauflächen. 1999/2000 war die Zahl der Bauflächen auf 52 angewachsen und 2009/2010 bestanden 39 Gebäude auf 86 Bauflächen.

## Bodennutzung
Die Katastralgemeinde ist landwirtschaftlich geprägt. 144 Hektar wurden zum Jahreswechsel 1979/1980 landwirtschaftlich genutzt und 51 Hektar waren forstwirtschaftlich geführte Waldflächen. 1999/2000 wurde auf 142 Hektar Landwirtschaft betrieben und 54 Hektar waren als forstwirtschaftlich genutzte Flächen ausgewiesen. Ende 2018 waren 133 Hektar als landwirtschaftliche Flächen genutzt und Forstwirtschaft wurde auf 60 Hektar betrieben. Die durchschnittliche Bodenklimazahl von Plessberg beträgt 15,2 (Stand 2010).